# L’Ermitage-les-Bains
L’Ermitage-les-Bains ist ein Ort in der Gemeinde Saint-Paul im französischen Übersee-Département Réunion.

## Lage

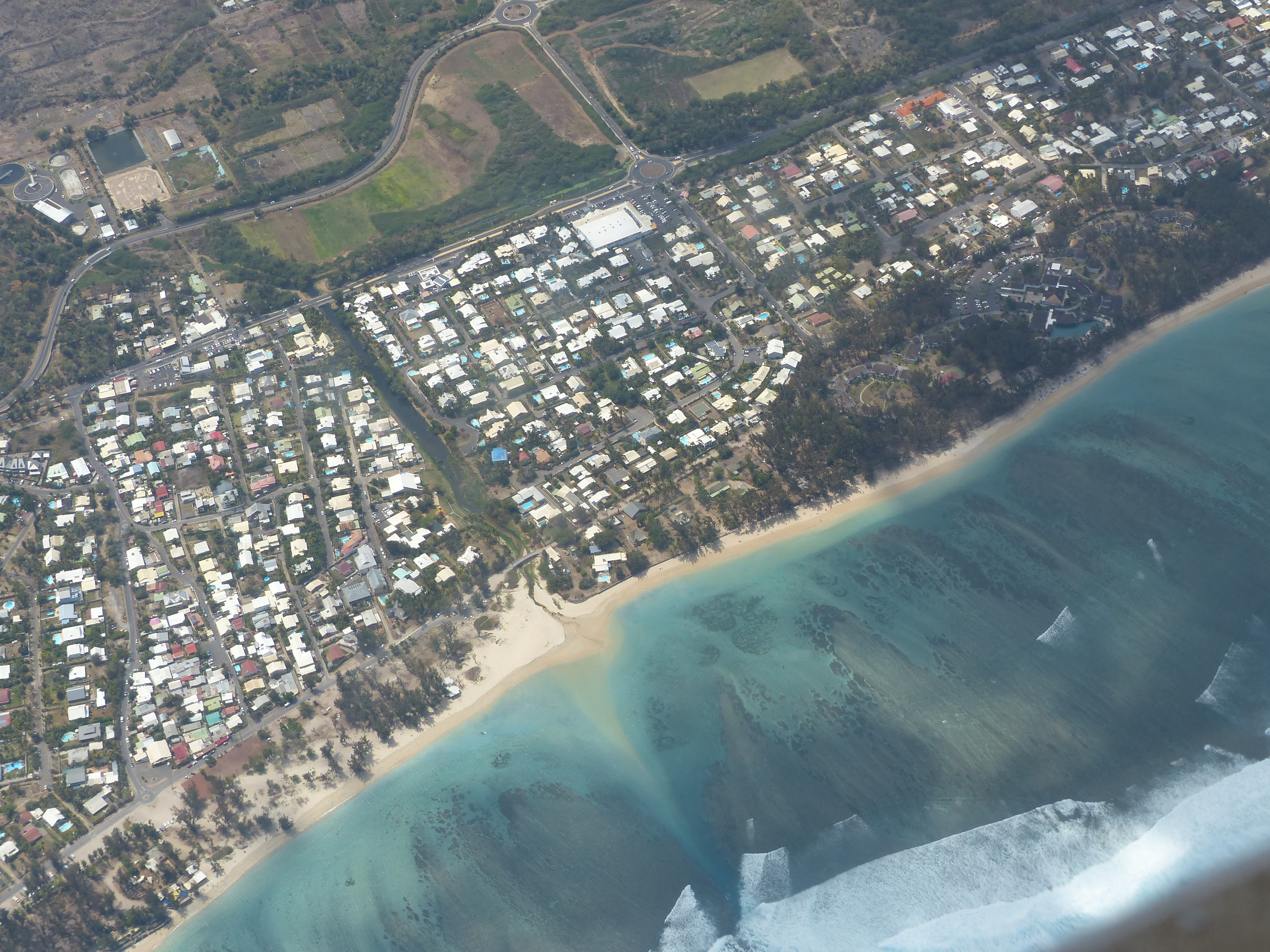
Luftaufnahme, 2014

Der Ort liegt an der Westküste der Insel Réunion im Indischen Ozean. Durch L’Ermitage-les-Bains fließt von Osten kommend der Ravine de l’Ermitage, der hier in den Ozean mündet. Dem Ort ist der bekannte Strand von L’Ermitage vorgelagert. Nördlich grenzt der größere Ort Saint-Gilles-les-Bains an, als dessen Ortsteil L’Ermitage-les-Bains betrachtet wird. Südlich grenzt die Ortschaft Saline-les-Bains an.

## Einrichtungen
Bedingt durch den Strand ist der Ort in Teilen touristisch geprägt und verfügt über mehrere Hotels und Gaststätten, darunter das Lux Saint-Gilles. Im Ort befindet sich die Kirche Notre Dame de l’Ermitage. An historischen Bauten ist der Kalkofen Motais erwähnenswert. An der Ostseite des Ortes befindet sich der Botanische Garten Jardin d’Éden.
Im Ort besteht auch ein Supermarkt und ein Boulplatz.
Zeitweise war L’Ermitage-les-Bains Haltepunkt der jedoch nicht mehr bestehenden Bahnlinie von Saint-Denis nach Saint-Pierre.